# Piazza della Signoria

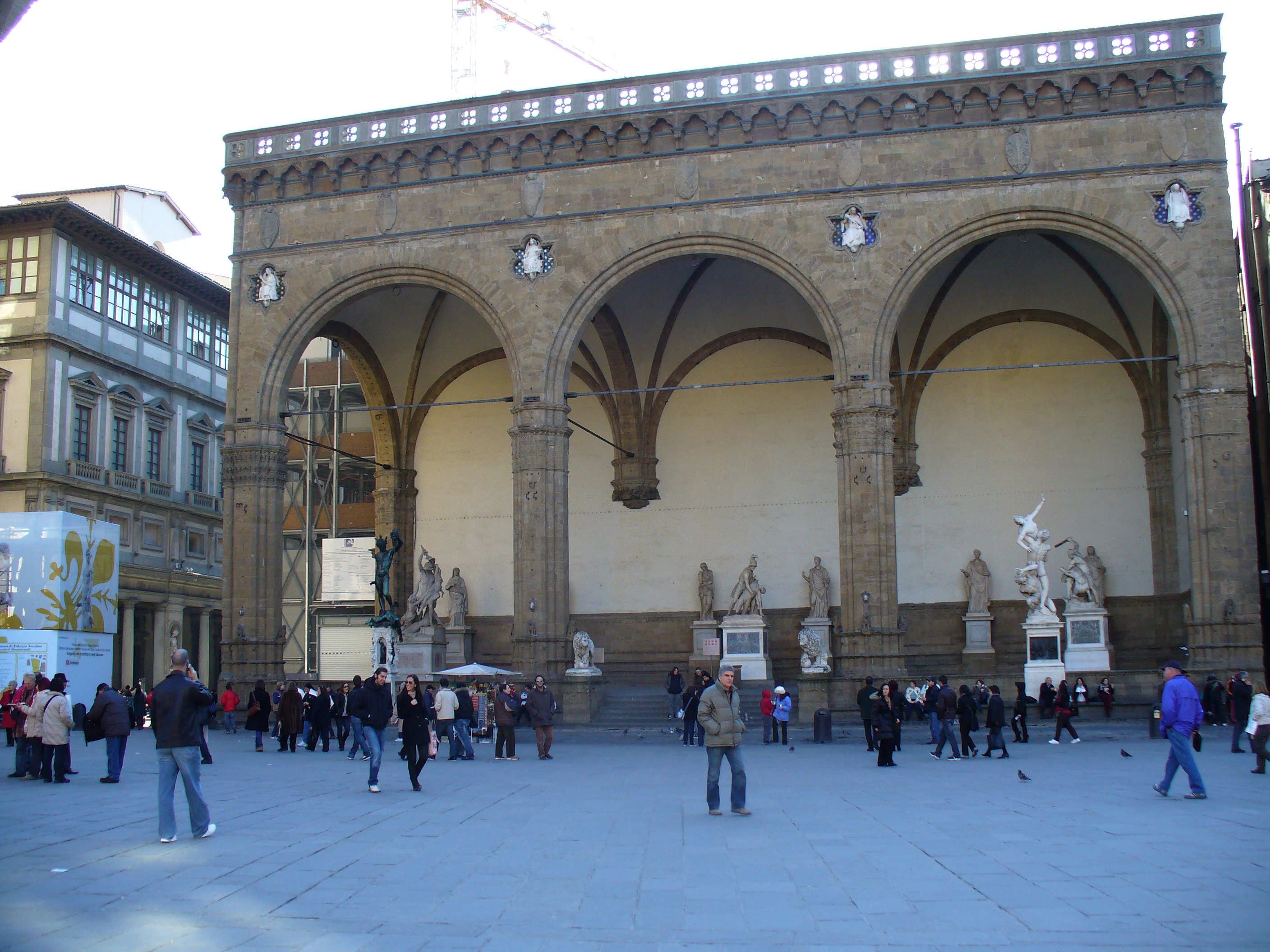
Loggia dei Lanzi

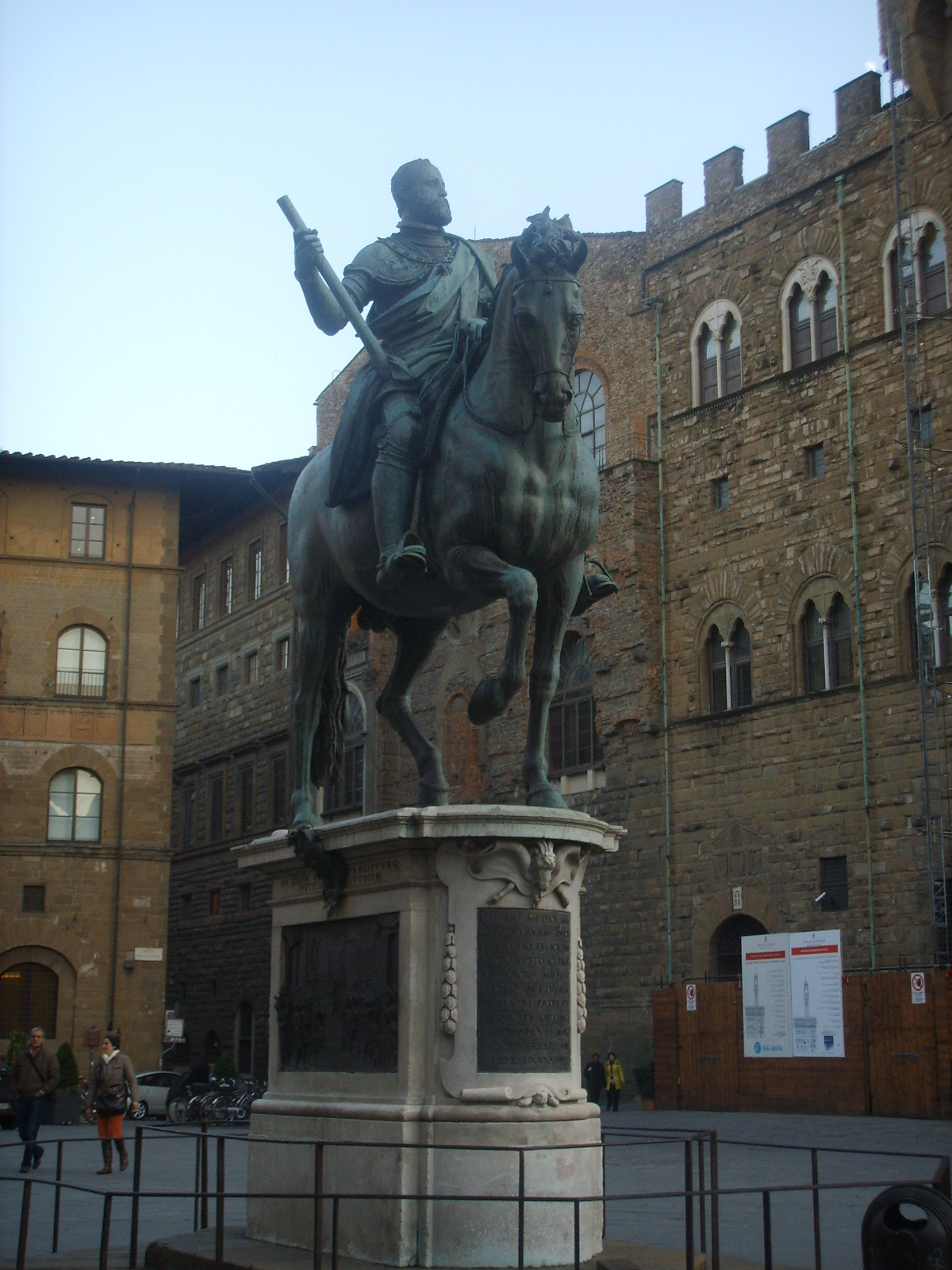
Ruiterstandbeeld van Cosimo I de' Medici

De Piazza della Signoria is een van de belangrijkste pleinen van de Italiaanse stad Florence. Op het plein zijn verschillende belangrijke gebouwen gelegen, waaronder het Palazzo Vecchio (stadhuis), het Palazzo della Mercanzia en het Uffizi, een van de belangrijkste kunstmusea ter wereld. Het Palazzo Vecchio heet ook wel Palazzo della Signoria, waardoor het plein aan zijn naam komt.
Op de Vastenavond van 1497 (dinsdag 7 februari) ontstaken de dominicaner monnik Savonarola en zijn aanhangers op de Piazza della Signoria een zogenaamd 'Vreugdevuur der IJdelheden' waarop allerlei zondige luxeartikelen en immorele boeken werden verbrand. Op 23 mei 1498 belandden ze zelf op de brandstapel op hetzelfde plein. Een marmeren gedenksteen markeert de plaats van hun terechtstelling.

## Bezienswaardigheden
- Centraal op het plein staat de Neptunusfontein gemaakt door Bartolomeo Ammannati uit 1575.
- Bronzen ruiterstandbeeld van Cosimo I de' Medici gemaakt door Giambologna (1594)
- Ook is er een overdekte beeldengalerij, de Loggia dei Lanzi.

Voor het Palazzo Vecchio staan diverse beelden zoals een negentiende-eeuwse replica van Michelangelo's David. Het origineel staat in de Galleria dell'Accademia. Andere bekende beelden zijn Judith en Holofernes van Donatello (eveneens een kopie), Hercules en Cacus van Bandinelli, het Ruiterstandbeeld van Cosimo I door Giambologna en Perseus met het hoofd van Medusa van Benvenuto Cellini.
Piazza della Signoria · Piazzale Michelangelo · Piazza SS. Annunziata · Piazza della Libertà